# 丁壽泉
丁壽泉（1846年—1886年），原名生添，字子浚，號醴澄，榜名壽泉，福建省臺灣府彰化縣鹿仔港保鹿仔港街（今屬臺灣省彰化縣鹿港鎮）人，鹿港丁協源家族始祖丁克家的第六子。

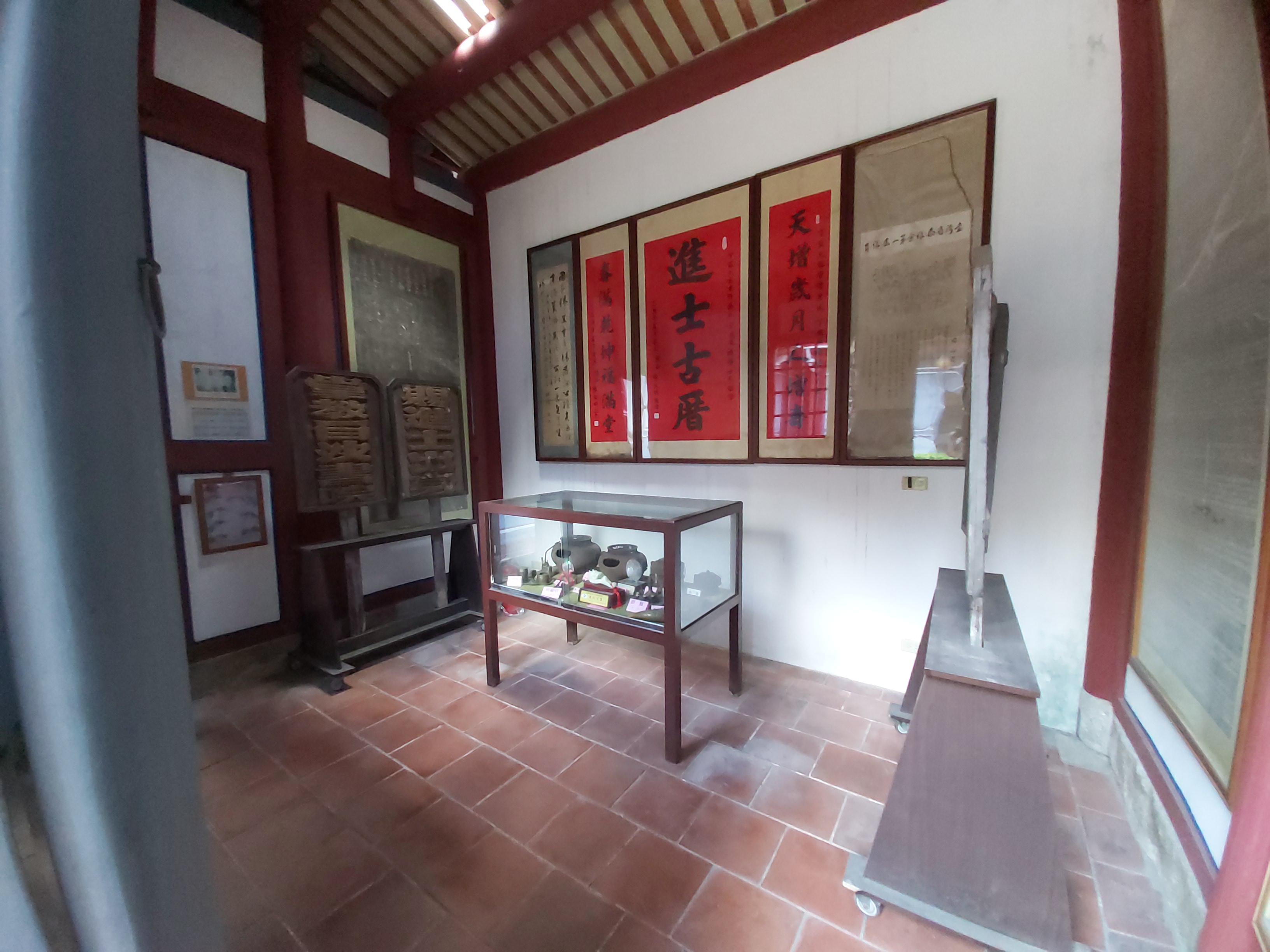
鹿港丁家古厝「賜進士出身」執事牌等文物

他於同治十二年（1873年）考取舉人，之後在光緒六年（1880年）庚辰科殿試中式第三甲第四十八名同進士出身，同年五月，著交吏部掣签，分发各省以知县即用。後授廣東即用知縣，加同知銜，但因為家中因素，未前往廣東就任。
他曾擔任彰化白沙書院山長，於光緒十二年時與訓導劉鳳翔、廩生吳德功、主事吳鴻藻等人探訪臺灣中部的節婦事蹟。